# Flussgebietseinheit Elbe

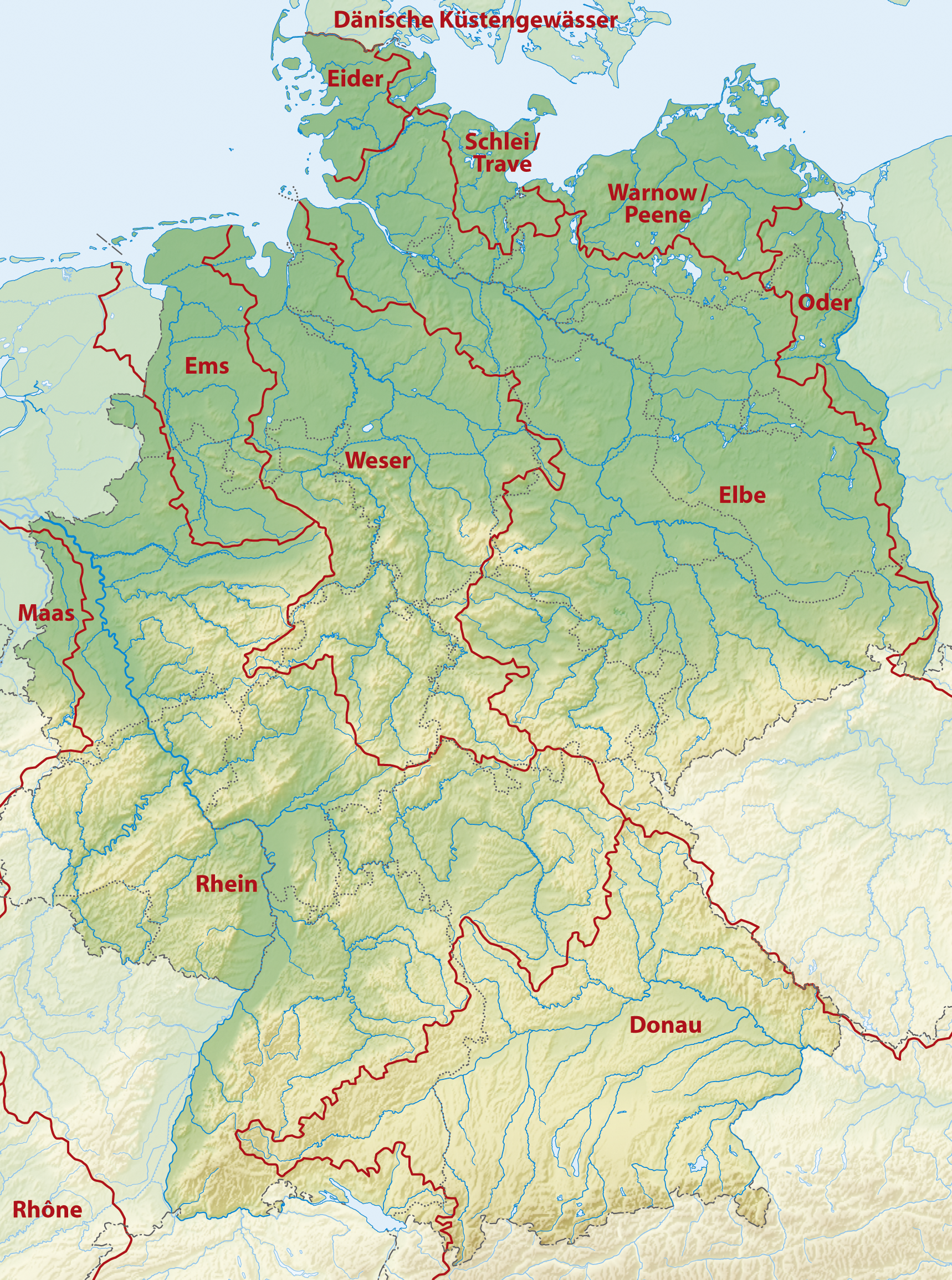
Flussgebietseinheiten in Deutschland

Die Flussgebietseinheit Elbe (FGE Elbe) ist eine im Rahmen der Umsetzung der EU-Wasserrahmenrichtlinie festgelegte Flussgebietseinheit, die das Einzugsgebiet der Binnenelbe sowie die Außenelbe samt umliegendem Küstengewässer umfasst. Unter anderem gehört dazu das gesamte Einzugsgebiet des Nord-Ostsee-Kanals.

## Eckdaten
Eckdaten der Flussgebietseinheit:
Fläche (oberirdisches Einzugsgebiet): 148.268 km²
Länge der Elbe: 1090 km
Quelle: im Riesengebirge (nahe der polnischen Grenze), Tschechische Republik
Mündungsbereich: Elbe-Ästuar, Deutschland
Mündungsmeer: Nordsee
durchschnittliche Abflussmenge (MQ): rd. 870 m³/s bei Cuxhaven
bedeutendsten Nebenflüsse: Moldau, Havel, Saale, Mulde, Schwarze Elster, Eger
Bevölkerung: ca. 24,5 Mio.
Anteile: Deutschland, Tschechien, Polen, Österreich
Internationale Koordinierung: Internationale Kommission zum Schutz der Elbe (IKSE)

## Angrenzende Einheiten
| Eider | Schlei/Trave Warnow/Peene                   |      |
| Weser | Kompassrose, die auf Nachbargemeinden zeigt | Oder |
| Rhein | Donau                                       |      |

## Nationales

### Österreich
In Österreich gehören nur kleine Gebiete in Niederösterreich zum Elbegebiet, die über die Moldau in Tschechien entwässern. Das Areal erstreckt sich im nordwestlichen Waldviertel bei Gmünd und Litschau, über 55 km von der Grenze zum Mühlviertel bis zur Nordspitze Österreichs bei Haugschlag.
Es bildet (Kürzel: ELB) eine der 8 nationalen Flussgebietseinheiten (Planungsräume) des Nationalen Gewässerbewirtschaftungsplans (NPG).
Eckdaten:
Fläche (oberirdisches Einzugsgebiet): 921 km² (0,006 % der FGE, 1,1 % in Österreich)
Länge des Gewässernetzes (Einzugsgebiete ≥10 km2): 425 km
durchschnittliche Abflussmenge (MQ): Lainsitz: 4 m³/s an der Grenze
bedeutendsten Nebenflüsse: Lainsitz, Maltsch (<500 km2)
Stehende Gewässer (Seen >0,5 km2): 2
Bevölkerung: ca. 0,045 Mio. (0,2 % der FGE, 0,5 % in Österreich)
Ökoregion: zentrales Mittelgebirge (Nr. 9)
Mittlerer Niederschlag/Verdunstung/Abfluss  [mm/Jahr]: 750/486/260
Landnutzung (CORINE): Bebaute Fläche 4,0 % (37,1 km2), Landwirtschaftliche Fläche: 44,4 % (408,5 km2); Wald und naturnahe Fläche: 51,1 % (469,9 km2); Wasser- und Feuchtfläche: 0,5 % (4,6 km2)
Bilaterale und Multilaterale Abkommen und Kooperationen: Österreichisch-Tschechische Grenzgewässerkommission